# ليزا ماري بريسلي
ليزا ماري (بالإنجليزية: Lisa Marie Presley)‏ أو ليزا ماري بريسلي هي مغنية وكاتبة أغانٍ أمريكية، ولدت في 1 فبراير 1968. تعرف بأميرة الروك والرول.

## بداية حياتها
ولدت في ممفيس، تينيسي بعد تسعة أشهر تقريباً من زواج والديها. عاشت بداية حياتها في قصر قريس لاند في ممفيس حتى تم الانفصال بين والديها في 1972.
نتيجة هذا الانفصال، اضطرت لتقسيم وقتها بالذهاب لوالدها في قصره في قريس لاند في ممفيس ومرة لوالدتها في بيفرلي هيلز في كاليفورنيا. استمرت على هذه الحالة حتى توفي والدها في 16 أغسطس 1977 ومن ثم انتقلت للعيش مع والدتها في بيفرلي هيلز.

## وظيفة الموسيقى
في 8 أبريل 2003 أصدرت ليزا ماري أول ألبوم لها ويحمل اسم لمن يهمه الأمر. وصل الألبوم المرتبة الخامسة في تصنيف بيلبورد الذي يقيس أفضل 200 أغنية في الولايات المتحدة. كتبت ليزا ماري جميع كلمات الأغاني في ألبومها الأول عدا أغنية واحدة كتبها قاز بلاك. حضرت حفل غنائي في المملكة المتحدة للإعلان عن ألبومها الجديد. أول أغنية في ألبومها الأول حققت شهرة واسعة وتحمل اسم أطفئها (بالإنجليزية: Lights Out)‏ التي احتلت المركز الثامن عشر كأفضل أغنية للكبار. أيضاً حققت المركز السادس عشر على مستوى بريطانيا. تعاونت ليزا ماري مع بيلي كورجان على كتابة أغنية المنقذ.
سنة 2003، اشتركت بريسلي في عمل فني لمجموعة إن بي سي اسمه أصوات الفصول. مغنون آخرون اشتركوا أيضاً في العمل مثل كايلي مينوغ وكولدبلاي ومايكل بوبليه وكارلي سيمون وبوني ريت.
في ألبومها الثاني الآن ماذا، وصلت بريسلي لأول مرة للمركز التاسع في تصنيف بيلبورد لأفضل الألبومات. صُنِّفَ كألبوم ذهبي في نوفمبر 2005. كتبت ماري بريسلي 10 أغاني في ألبومها. أول أغنية في ألبومها Dirty Laundry حصدت المركز السادس والثلاثون في تصنيف بيلبورد من ضمن أفضل 100 أغنية.
ظهرت ليزا ماري في تصوير فيديو أغنية مايكل جاكسون أنت لست وحيد، في 1995 الذي تزوجته بعد عشرين يوماً من طلاقها من زوجها السابق.

## وفاتها
توفيت ليزا ماري بريسلي في الثاني عشر من يناير 2023، عن عمر ناهز الخامسة والخمسين، بمنزلها في كالاباساس، كاليفورنيا، على إثر إصابتها بنوبة قلبية وفق ما أفادت والدتها بريسيلا بريسلي.

## روابط خارجية
- ليزا ماري بريسلي على موقع IMDb (الإنجليزية)
- ليزا ماري بريسلي على موقع ميتاكريتيك (الإنجليزية)
- ليزا ماري بريسلي على موقع روتن توميتوز (الإنجليزية)
- ليزا ماري بريسلي على موقع ميوزك برينز (الإنجليزية)
- ليزا ماري بريسلي على موقع رولينغ ستون (الإنجليزية)
- ليزا ماري بريسلي على موقع إن إن دي بي (الإنجليزية)
- ليزا ماري بريسلي على موقع أول ميوزيك (الإنجليزية)
- ليزا ماري بريسلي على موقع ديسكوغز (الإنجليزية)
- ليزا ماري بريسلي على موقع قاعدة بيانات الفيلم (الإنجليزية)